# (16164) Yangli
(16164) Yangli (2000 AO69) – planetoida z grupy pasa głównego asteroid okrążająca Słońce w ciągu 4,85 lat w średniej odległości 2,86 j.a. Odkryta 5 stycznia 2000 roku.